# Edificio scolastico di viale Brigate Partigiane
L'edificio scolastico di viale Brigate Partigiane è un edificio situato in viale Brigate Partigiane 21-27 a Grosseto, in Toscana.
Realizzato in origine per ospitare una scuola elementare, è divenuto successivamente sede dell'istituto tecnico professionale Luigi Einaudi e dal 2011 ospita le classi degli indirizzi "grafica e comunicazione" e "servizi commerciali e moda" del polo Luciano Bianciardi.

## Storia
Nel 1957 il comune di Grosseto bandì un concorso appalto per la costruzione di una scuola elementare per sedici aule. Dopo aver selezionato alcuni dei gruppi partecipanti, venne indetto un concorso di secondo grado a seguito del quale fu dichiarato vincitore il progetto di Giorgio Giuseppe Gori e Rosario Vernuccio. Su richiesta della committenza, vennero apportate alcune modifiche agli elaborati, sia per quanto concerneva l'impianto che i materiali (la copertura in marsigliesi diviene in eternit). Il progetto definitivo fu approvato dalla commissione edilizia il 15 febbraio 1960 e i lavori, eseguiti dall'impresa Carlo Sartiani di Grosseto, furono avviati poco dopo. La scuola venne inaugurata nel settembre del 1961.
Nel 1990 l'edificio passò da scuola elementare a istituto tecnico professionale: ciò rese insufficiente sia il numero delle aule che la dotazione dei servizi. Nel 2011 venne istituito il polo superiore Luciano Bianciardi, la cui sede centrale è ospitata nel poco distante palazzo di piazza De Maria, e da allora vi trovano spazio le classi degli indirizzi "grafica e comunicazione" e "servizi commerciali e moda".
Il notevole livello di definizione del progetto di Gori e la buona esecuzione dell'opera giustificano il più che sufficiente stato di conservazione della scuola, tanto più significativo se si considera che dal 1961 sino a oggi non vi è stato compiuto alcun intervento significativo (unica eccezione il risanamento della copertura a onduline di amianto).

## Descrizione

### Contesto urbanistico
La scuola è situata poco distante dal centro cittadino, nel sobborgo fuori Porta Vecchia, lungo il viale delle Brigate Partigiane che verso sud si ricongiunge all'Aurelia e alla viabilità di grande collegamento e verso nord si prolunga nel viale Mascagni, costituendo il principale asse di attraversamento di questa porzione sud-orientale di città. L'edificio è collocato in un lotto d'angolo compreso tra viale Brigate Partigiane (ovest), piazza della Libertà (slargo circolare nel quale converge la viabilità circostante) e via dei Barberi (nord) e confina verso est con un'area destinata a attrezzature scolastiche e impianti sportivi, la cosiddetta "Cittadella degli studenti".
Sul fronte principale la scuola presenta un piccolo giardino, con manto erboso e alberature, mentre il retro è caratterizzato da un'area a parcheggio (con accesso dalla via dei Barberi) perimetrata da alberature. Il tessuto edilizio circostante, edificato tra gli anni cinquanta e sessanta, è costituito da un'edilizia residenziale a prevalente tipologia in linea su quattro e cinque piani fuori terra.

### L'esterno
L'edificio presenta un impianto e una volumetria articolate, sviluppate su uno e due piani fuori terra. Esso si connota per il ricorso alla muratura - a mattone faccia vista e a intonaco - come elemento qualificante dell'architettura (rifiutando l'uso di una prefabbricazione sin troppo abusata nell'ambito dell'edilizia scolastica) e per la diversa articolazione dei singoli corpi: le aule, i servizi, gli spazi amministrativi e gli accessi.
L'impianto a "T" permette al progettista la chiara distribuzione delle funzioni: i due corpi delle aule (ortogonali e divisi in nuclei di cinque ciascuno) affacciano rispettivamente a est e a sud così da definire i fronti del giardinetto interno; quello degli uffici, ortogonale all'asse di via Brigate Partigiane, accompagna linearmente il portico d'ingresso.
Il fronte sulla via principale è caratterizzato dalla giustapposizione di tre diversi nuclei: da nord verso sud rispettivamente il portico su cui affaccia il vano rettangolare dall'atrio, la cortina intonacata e con luci a nastro del corridoio e infine il pergolato, ortogonale all'asse della strada, che segnala l'ingresso principale a fianco del quale si allinea, separato da un'aiuola rettangolare e a conclusione dell'edificio, il corpo degli uffici. Il porticato è caratterizzato dall'esplicito richiamo all'architettura laterizia rurale della maremma: una teoria di 6 pilastri in mattoni sorregge una copertura a ampia falda che vuole costituire uno spazio di aggregazione all'aperto per i bambini. Sul lato settentrionale del portico è visibile il fianco della scala, collegamento esterno tra i due piani delle aule. Il pergolato d'ingresso propone lo stesso tema del percorso coperto sostenuto da quattro pilastri in mattoni per lato (più sottili rispetto a quelli del portico) ed è caratterizzato in testata da un setto in mattoni che segnala l'ingresso e su uno dei due lati da una panca di seduta, sempre in mattoni.
Il retro dell'edificio, con giardinetto a pianta quadrangolare oggi adibito a parcheggio, è definito da due fronti ortogonali: quello occidentale è scandito dalla griglia modulare delle facciate delle aule (cinque per piano), risolta al piano terra con un sistema di aperture risultante dalla giustapposizione di una porta (accesso diretto all'aula), due ampie finestre rettangolari e tre luci rettangolari sovrastanti; al primo piano da un nastro vetrato verticale seguito da tre finestre rettangolari, con luci sovrastanti. La cortina muraria è intonacata e il primo piano aggetta leggermente sul sottostante. Il lato meridionale è invece costituito da un corpo a un unico piano con paramento in mattoni nel quale sono ritagliati un'ampia porta a vetri e una teoria di luci a nastro: all'interno sono situati i servizi e il corridoio di accesso al secondo corpo delle aule. Il lato meridionale dell'edificio, prospiciente un giardino di servizio condiviso con l'attiguo asilo, è dato dalla giustapposizione di due diversi corpi, ambedue a sviluppo longitudinale e su un unico piano: il corpo delle aule, caratterizzato come il precedente dalla facciata modulare intonacata, e quello degli uffici e della residenza del custode, con paramento in mattoni.

### L'interno
Per quanto concerne l'interno, l'ingresso situato in posizione baricentrica distribuisce alla zona degli uffici e ai due corridoi di accesso alle aule: la scala esterna a due rampe (di servizio) e la scala interna attigua alla direzione conducono al ballatoio del primo piano di accesso alle cinque aule sovrastanti.

## Critica
Secondo il critico Giovanni Klaus Koenig (1968), in quest'opera Gori consegue una sintesi notevole tra forma e funzione, sintesi che nelle architetture successive non si realizzerà più così pienamente: l'opera è esemplare per la correttezza e la semplicità dei particolari, studiati e realizzati come se fossero prototipi di una serie; è infatti estremamente raro veder congiunti la massima economia con il miglior risultato.